# 市川寿美礼
市川 寿美礼（いちかわ すみれ〈旧芸名：市川 すみれ（読み同じ）〉、1928年1月5日 - 1972年8月5日）は、日本の女優、声優。

## 人物
北海道札幌市生まれ。札幌実践女学校卒業。実家は洋裁屋を営んでいた。
1943年、市川三升の門下に入り、東京劇場で初舞台。1945年に劇団新派に入団し、市川紅梅に師事。明るい下町娘役など2枚目半的な役柄で活躍し、特に女中役には定評があった。1953年5月の「女中の青春」で初主演。1955年にはラジオドラマ「サザエさん」でタイトルロールを演じ、同年の新派の舞台でも同役を演じた。京塚昌子・近松芳江らともに若手のホープと目されたが、1956年に退団。1957年にフリーランスとなり、プレーヤーズセンター（ラジオ・テレビ出演者団体）に所属。活動の中心をラジオ・テレビに移す。1961年に近松らと劇団東京新喜劇を結成したが、翌年解散。その後はさち子プロに所属。私生活では独身を通しており、同じく独身の近松と同居生活を送っていた。また、新橋で大衆酒場も営んでいた。
1970年8月に乳がんが発覚し、近松らからは手術を勧められたが、本人は拒否。徹底的な食餌療法によって一時は快方に向かうものの、テレビドラマ「繭子ひとり」の撮影中の1971年5月に病状が悪化。だが降板はせず、楽屋で布団を敷き、医師の付き添いを受けながらも気力で役を演じきった。
1972年8月5日、44歳の若さで乳がんにより死去。東京・池上本門寺で行われた葬儀では近松が喪主を務め、「繭子ひとり」で夫婦役を演じた多々良純、親交のあった真船豊（劇作家）夫妻、寺島信子、小沢昭一、富士真奈美らが参列した。

## 出演

### テレビドラマ
- 青い口笛（1956年、NHK）
- あばれ姫君（1957年、TBS）
- にせ金道中記（1957年、NHK）
- お桂ちゃん（1958年、TBS）
- 勝海舟（1958年、日本テレビ）
- 狼（1958年、NHK）
- わたしの父は（1959年、NHK）
- さむさ橋（1959年、NHK）
- 陽気な家政婦さん（1959年、毎日放送）
- 夫婦百景（日本テレビ）
  - 第63回「夫婦馬鹿」（1959年7月20日）
  - 第69回「二度目の妻」（1959年8月31日）
  - 第89回「聖女房」（1960年1月18日）
  - 第96回「ベテラン夫婦」（1960年3月7日）
  - 第105回「しわんぼ亭主」（1960年5月9日）
  - 第111回「技能賞女房」（1960年6月20日）
  - 第126回「げてもの狂亭主」（1960年10月3日）
  - 第185回「関白亭主」（1961年11月20日）
  - 第208回「御遠慮女房」（1962年4月30日）
  - 第327回「おにぎり夫婦」（1964年8月10日）
- 氷雨（1959年11月27日、NHK）
- 裁判　鉄路に訊け（1959年12月9日、TBS）
- 不道徳教育講座 第16回「人の不幸を喜ぶべし」（1960年2月4日、フジテレビ）
- 泣き笑いさくらんぼ劇団（1960年4月3日 - 同年7月31日、TBS / 宣弘社）
- 今日は留守です（1960年12月7日、TBS）
- 丹前（1961年1月13日、NHK）
- レッツ・ゴー三人娘（1962年7月9日 - 1963年3月25日、フジテレビ） - ミエの母
- お気に召すまま 第18回「羊腸人類」（1962年11月18日、NET）
- 椿散るころ　大島（1963年4月12日、NHK）
- 特別機動捜査隊 第88話「追いつめられた狼」（1963年7月3日、NET）
- しゃあけえ大ちゃん（1964年7月24日 - 1965年1月22日、TBS） - 松江
- 新しい背広（1966年2月10日、NHK）
- 鉄道公安36号 第144話「超特急を追え」（1966年3月16日、NET）
- 青い山脈 第6話「学園祭騒動」（1966年5月30日、日本テレビ / 松竹）
- 泣いてたまるか 第16話「かわいい怪獣ナキラ」（1966年10月16日、TBS）
- 愛よふたたび（1967年4月10日 - 5月19日、フジテレビ） - おまつ
- 青空に叫ぼう 第15話「優等生なんか」（1966年10月11日、NET）
- みんな世のため 第2話「君もサムライになれる」（1967年10月9日、NET）
- 木下恵介アワー （TBS）
  - もがり笛（1967年10月17日 - 1968年1月9日）
  - 兄弟（1969年10月21日 - 1970年4月14日） - 栗山トシ子
  - あしたからの恋（1970年4月21日 - 11月24日） - 石井キク
- 野次馬がいく 第23話「こらえろ!親馬鹿」（1968年3月7日、NET）
- 七人の刑事 第355話「贖罪」（1968年、TBS）
- 大奥 第40話 - 第42話（1969年1月4日 - 18日、KTV / フジテレビ） - おかね
- 嫁ゆかば（1969年1月28日 - 7月22日、日本テレビ / 東宝）
- 豆腐屋の四季（1969年7月18日 - 1970年1月8日、朝日放送 / TBS）
- 鬼平犯科帳 第44話「おみよは見た」（1970年、NET / 東宝） - およし
- 火曜日の女シリーズ「蒼いけものたち」（1970年8月25日 - 9月29日、日本テレビ）- 坂野花子
- コント55号60分一本勝負 第20話「終戦特集・ああ、女の軍歌」（1970年8月13日、NET）
- 求む!人間（1970年11月23日 - 12月4日、NHK）
- ワン・ツウ アタック!（1971年5月15日、東京12チャンネル） 第7話「涙をふッ飛ばせ」-絹代の母親
- 繭子ひとり（1971年4月5日 - 1972年4月1日、NHK） - 定枝

### ラジオドラマ
- サザエさん（1955年 - 1963年、ニッポン放送） - 磯野サザエ（初代）

### 映画
- 誰よりも金を愛す（1961年、新東宝） - 初代女房の幽霊

### 舞台
- 三等重役（1952年、劇団新派） - 久保青子[14]
- 息子の青春（1952年、劇団新派） - 女中
- 滝の白糸（1952年、劇団新派） - 撫子
- 女中の青春（1953年、劇団新派） - お啓（主演）
- サザエさん（1955年、劇団新派） - 磯野サザエ（主演）
- 雑居家族（1956年、劇団新派） - 浜子
- 笑うべからず（1956年、日本劇場） - お里（主演）
- がっこの先生（1959年、東宝現代劇） - まつ[15]
- 奴を眠らせろ（1959年、劇団東芸） - 塩川[16]
- おかあちゃん（1961年、東京新喜劇）[17]
- 落第生乾杯（1962年、新宿コマ劇場）つるよ[18]
- 山参道（1965年、蓮の実会）- おしま[19]
- 鼬（1965年、蓮の実会）[19]